# ダッラ＝デグレゴーリ (小惑星)
ダッラ＝デグレゴーリ (6114 Dalla-Degregori) は小惑星帯にある小惑星。イタリアの天文学者、ワルテル・フェレーリがヨーロッパ南天天文台で発見した。
イタリアの2人のポピュラー・シンガー、作曲家のルーチョ・ダッラ（1943年生まれ）とフランチェスコ・デ・グレゴーリ（1951年生まれ）に因んで名付けられた。